# UEFA Champions League 2017-2018 (fase a eliminazione diretta)
La fase a eliminazione diretta della UEFA Champions League 2017–2018 si è disputata tra il 13 febbraio 2018 e il 26 maggio 2018. Partecipano a questa fase della competizione 16 club: le due semifinaliste vincenti si sfidano nella finale di Kiev (Ucraina) del 26 maggio 2018.

## Date
Tutti i sorteggi vengono effettuati nel quartier generale dell'UEFA a Nyon (Svizzera).
| Turno            | Sorteggio                       | Andata                                   | Ritorno                                  |
| ---------------- | ------------------------------- | ---------------------------------------- | ---------------------------------------- |
| Ottavi di finale | 11 dicembre 2017, ore 12:00 CET | 13-14 e 20-21 febbraio 2018              | 6-7 e 13-14 marzo 2018                   |
| Quarti di finale | 16 marzo 2018, ore 12:00 CET    | 3-4 aprile 2018                          | 10-11 aprile 2018                        |
| Semifinali       | 13 aprile 2018, ore 13:00 CEST  | 24-25 aprile 2018                        | 1º-2 maggio 2018                         |
| Finale           | 13 aprile 2018, ore 13:00 CEST  | 26 maggio 2018 al NSK Olimpijs'kyj, Kiev | 26 maggio 2018 al NSK Olimpijs'kyj, Kiev |

## Formato
Partecipano alla fase a eliminazione diretta i 16 club che si sono classificati al primo o al secondo posto nei rispettivi gruppi della fase a gironi della UEFA Champions League.
Ogni turno della fase a eliminazione diretta, eccetto la finale, viene disputato in gara doppia (andata e ritorno), in modo che ogni squadra possa giocare una gara in casa. Si qualifica al turno successivo la squadra che nel computo totale realizza più gol. Se il risultato complessivo è di parità, viene applicata la regola dei gol in trasferta, grazie alla quale si qualifica la squadra che ha realizzato più reti fuori casa. Se permane la parità anche in questo caso, si disputano due tempi supplementari della durata totale di 30 minuti. La regola dei gol in trasferta viene nuovamente applicata dopo i tempi supplementari (vale a dire che, se il punteggio cambia durante i tempi supplementari e il risultato complessivo tra andata e ritorno è ancora di parità, si qualifica al turno successivo la squadra ospite in virtù del maggior numero di gol realizzati in trasferta). Se non viene realizzata alcuna rete nei tempi supplementari, il passaggio del turno viene deciso dai tiri di rigore. Nella finale, giocata in gara secca, se al termine dei tempi regolamentari il punteggio è di parità, si procede con la disputa dei tempi supplementari seguiti, eventualmente, dai tiri di rigore.
Il meccanismo dei sorteggi per ogni turno è il seguente:
- nel sorteggio per gli ottavi di finale, sono "teste di serie" le 8 squadre vincitrici dei gironi di UEFA Champions League, mentre non sono "teste di serie" le 8 seconde di ciascun gruppo. Ogni club della prima fascia ("teste di serie") viene sorteggiato con uno della seconda fascia ("non teste di serie") e ha il diritto di giocare in casa la gara di ritorno. Agli ottavi di finale non possono incontrarsi squadre provenienti dalla stessa federazione o dallo stesso girone di UEFA Champions League;
- a partire dal sorteggio per i quarti di finale in poi, non vi è più alcuna restrizione e possono incontrarsi tra loro anche club della stessa federazione.

## Squadre
| Legenda                                         |
| ----------------------------------------------- |
| Finalisti della UEFA Champions League 2017-2018 |
| Semifinalisti                                   |
| Eliminati ai quarti di finale                   |
| Eliminati agli ottavi di finale                 |

| Squadre             | Coeff   |
| ------------------- | ------- |
| Real Madrid         | 176.999 |
| Bayern Monaco       | 154.899 |
| Barcellona          | 151.999 |
| Juventus            | 140.666 |
| Paris Saint-Germain | 126.333 |
| Siviglia            | 112.999 |
| Chelsea             | 106.192 |
| Manchester City     | 100.192 |

| Squadre        | Coeff  |
| -------------- | ------ |
| Porto          | 98.866 |
| Manchester Utd | 95.192 |
| Šachtar        | 87.526 |
| Tottenham      | 77.192 |
| Basilea        | 74.415 |
| Liverpool      | 56.192 |
| Roma           | 53.666 |
| Beşiktaş       | 45.840 |

## Sorteggio
| Gruppo | Testa di serie      | Non testa di serie |
| ------ | ------------------- | ------------------ |
| A      | Manchester Utd      | Basilea            |
| B      | Paris Saint-Germain | Bayern Monaco      |
| C      | Roma                | Chelsea            |
| D      | Barcellona          | Juventus           |
| E      | Liverpool           | Siviglia           |
| F      | Manchester City     | Šachtar            |
| G      | Beşiktaş            | Porto              |
| H      | Tottenham           | Real Madrid        |

## Tabellone
|  | Ottavi di finale    | Ottavi di finale | Ottavi di finale | Ottavi di finale |   |            | Quarti di finale | Quarti di finale | Quarti di finale | Quarti di finale |  |               | Semifinali | Semifinali | Semifinali | Semifinali |             |   | Finale | Finale |
|  |                     |                  |                  |                  |   |            |                  |                  |                  |                  |  |               |            |            |            |            |             |   |        |        |
|  | Siviglia            | 0                | 2                | 2                |   |            |                  |                  |                  |                  |  |               |            |            |            |            |             |   |        |        |
|  | Manchester Utd      | 0                | 1                | 1                |   |            |                  |                  |                  |                  |  |               |            |            |            |            |             |   |        |        |
|  | Manchester Utd      | 0                | 1                | 1                |   | Siviglia   | 1                | 0                | 1                |                  |  |               |            |            |            |            |             |   |        |        |
|  |                     |                  |                  |                  |   | Siviglia   | 1                | 0                | 1                |                  |  |               |            |            |            |            |             |   |        |        |
|  |                     | Bayern Monaco    | 2                | 0                | 2 |            |                  |                  |                  |                  |  |               |            |            |            |            |             |   |        |        |
|  | Bayern Monaco       | Bayern Monaco    | 2                | 0                | 2 | 5          | 3                | 8                |                  |                  |  |               |            |            |            |            |             |   |        |        |
|  | Bayern Monaco       |                  |                  |                  |   | 5          | 3                | 8                |                  |                  |  |               |            |            |            |            |             |   |        |        |
|  | Beşiktaş            | 0                | 1                | 1                |   |            |                  |                  |                  |                  |  |               |            |            |            |            |             |   |        |        |
|  | Beşiktaş            | 0                | 1                | 1                |   |            |                  |                  |                  |                  |  | Bayern Monaco | 1          | 2          | 3          |            |             |   |        |        |
|  |                     |                  |                  |                  |   |            |                  |                  |                  |                  |  | Bayern Monaco | 1          | 2          | 3          |            |             |   |        |        |
|  |                     | Real Madrid      | 2                | 2                | 4 |            |                  |                  |                  |                  |  |               |            |            |            |            |             |   |        |        |
|  | Juventus            | Real Madrid      | 2                | 2                | 4 | 2          | 2                | 4                |                  |                  |  |               |            |            |            |            |             |   |        |        |
|  | Juventus            |                  |                  |                  |   | 2          | 2                | 4                |                  |                  |  |               |            |            |            |            |             |   |        |        |
|  | Tottenham           | 2                | 1                | 3                |   |            |                  |                  |                  |                  |  |               |            |            |            |            |             |   |        |        |
|  | Tottenham           | 2                | 1                | 3                |   | Juventus   | 0                | 3                | 3                |                  |  |               |            |            |            |            |             |   |        |        |
|  |                     |                  |                  |                  |   | Juventus   | 0                | 3                | 3                |                  |  |               |            |            |            |            |             |   |        |        |
|  |                     | Real Madrid      | 3                | 1                | 4 |            |                  |                  |                  |                  |  |               |            |            |            |            |             |   |        |        |
|  | Real Madrid         | Real Madrid      | 3                | 1                | 4 | 3          | 2                | 5                |                  |                  |  |               |            |            |            |            |             |   |        |        |
|  | Real Madrid         |                  |                  |                  |   | 3          | 2                | 5                |                  |                  |  |               |            |            |            |            |             |   |        |        |
|  | Paris Saint-Germain | 1                | 1                | 2                |   |            |                  |                  |                  |                  |  |               |            |            |            |            |             |   |        |        |
|  | Paris Saint-Germain | 1                | 1                | 2                |   |            |                  |                  |                  |                  |  |               |            |            |            |            | Real Madrid | 3 |        |        |
|  |                     |                  |                  |                  |   |            |                  |                  |                  |                  |  |               |            |            |            |            |             | 3 |        |        |
|  |                     | Liverpool        | 1                |                  |   |            |                  |                  |                  |                  |  |               |            |            |            |            |             |   |        |        |
|  | Porto               | Liverpool        | 1                | 0                | 0 | 0          |                  |                  |                  |                  |  |               |            |            |            |            |             |   |        |        |
|  | Porto               |                  |                  | 0                | 0 | 0          |                  |                  |                  |                  |  |               |            |            |            |            |             |   |        |        |
|  | Liverpool           | 5                | 0                | 5                |   |            |                  |                  |                  |                  |  |               |            |            |            |            |             |   |        |        |
|  | Liverpool           | 5                | 0                | 5                |   | Liverpool  | 3                | 2                | 5                |                  |  |               |            |            |            |            |             |   |        |        |
|  |                     |                  |                  |                  |   | Liverpool  | 3                | 2                | 5                |                  |  |               |            |            |            |            |             |   |        |        |
|  |                     | Manchester City  | 0                | 1                | 1 |            |                  |                  |                  |                  |  |               |            |            |            |            |             |   |        |        |
|  | Basilea             | Manchester City  | 0                | 1                | 1 | 0          | 2                | 2                |                  |                  |  |               |            |            |            |            |             |   |        |        |
|  | Basilea             |                  |                  |                  |   | 0          | 2                | 2                |                  |                  |  |               |            |            |            |            |             |   |        |        |
|  | Manchester City     | 4                | 1                | 5                |   |            |                  |                  |                  |                  |  |               |            |            |            |            |             |   |        |        |
|  | Manchester City     | 4                | 1                | 5                |   |            |                  |                  |                  |                  |  | Liverpool     | 5          | 2          | 7          |            |             |   |        |        |
|  |                     |                  |                  |                  |   |            |                  |                  |                  |                  |  | Liverpool     | 5          | 2          | 7          |            |             |   |        |        |
|  |                     | Roma             | 2                | 4                | 6 |            |                  |                  |                  |                  |  |               |            |            |            |            |             |   |        |        |
|  | Chelsea             | Roma             | 2                | 4                | 6 | 1          | 0                | 1                |                  |                  |  |               |            |            |            |            |             |   |        |        |
|  | Chelsea             |                  |                  |                  |   | 1          | 0                | 1                |                  |                  |  |               |            |            |            |            |             |   |        |        |
|  | Barcellona          | 1                | 3                | 4                |   |            |                  |                  |                  |                  |  |               |            |            |            |            |             |   |        |        |
|  | Barcellona          | 1                | 3                | 4                |   | Barcellona | 4                | 0                | 4                |                  |  |               |            |            |            |            |             |   |        |        |
|  |                     |                  |                  |                  |   | Barcellona | 4                | 0                | 4                |                  |  |               |            |            |            |            |             |   |        |        |
|  |                     | Roma (gfc)       | 1                | 3                | 4 |            |                  |                  |                  |                  |  |               |            |            |            |            |             |   |        |        |
|  | Šachtar             | Roma (gfc)       | 1                | 3                | 4 | 2          | 0                | 2                |                  |                  |  |               |            |            |            |            |             |   |        |        |
|  | Šachtar             |                  |                  |                  |   | 2          | 0                | 2                |                  |                  |  |               |            |            |            |            |             |   |        |        |
|  | Roma (gfc)          | 1                | 1                | 2                |   |            |                  |                  |                  |                  |  |               |            |            |            |            |             |   |        |        |

## Risultati

### Ottavi di finale
| Squadra 1     | Totale      | Squadra 2           | Andata | Ritorno |
| ------------- | ----------- | ------------------- | ------ | ------- |
| Juventus      | 4 - 3       | Tottenham           | 2 - 2  | 2 - 1   |
| Basilea       | 2 - 5       | Manchester City     | 0 - 4  | 2 - 1   |
| Porto         | 0 - 5       | Liverpool           | 0 - 5  | 0 - 0   |
| Siviglia      | 2 - 1       | Manchester Utd      | 0 - 0  | 2 - 1   |
| Real Madrid   | 5 - 2       | Paris Saint-Germain | 3 - 1  | 2 - 1   |
| Šachtar       | 2 - 2 (gfc) | Roma                | 2 - 1  | 0 - 1   |
| Chelsea       | 1 - 4       | Barcellona          | 1 - 1  | 0 - 3   |
| Bayern Monaco | 8 - 1       | Beşiktaş            | 5 - 0  | 3 - 1   |

#### Andata
| Arbitro: | Jonas Eriksson |

|  |           |                                                 |
|  | Marcatori | 14’, 53’ Gündoğan 18’ Bernardo Silva 23’ Agüero |

| Arbitro: | Felix Brych |

|                       |           |                      |
| Higuaín 2’, 9’ (rig.) | Marcatori | 35’ Kane 71’ Eriksen |

| Arbitro: | Daniele Orsato |

|  |           |                                          |
|  | Marcatori | 25’, 53’, 85’ Mané 29’ Salah 69’ Firmino |

| Arbitro: | Gianluca Rocchi |

|                                     |           |            |
| Ronaldo 45’ (rig.), 83’ Marcelo 86’ | Marcatori | 33’ Rabiot |

| Arbitro: | Ovidiu Hațegan |

|                                                |           |  |
| Müller 43’, 66’ Coman 53’ Lewandowski 79’, 88’ | Marcatori |  |

| Arbitro: | Cüneyt Çakır |

|             |           |           |
| Willian 62’ | Marcatori | 75’ Messi |

| Arbitro: | William Collum |

|                       |           |                  |
| Ferreyra 52’ Fred 71’ | Marcatori | 41’ Cengiz Ünder |

| Siviglia 21 febbraio 2018, ore 20:45 CET | Siviglia       | 0 – 0 referto | Manchester Utd | Estadio Ramón Sánchez Pizjuán (39 725 spett.)\| Arbitro: \| Clément Turpin \| |
| Arbitro:                                 | Clément Turpin |               |                |                                                                               |

#### Ritorno
| Liverpool 6 marzo 2018, ore 20:45 CET | Liverpool    | 0 – 0 referto | Porto | Anfield (48 768 spett.)\| Arbitro: \| Felix Zwayer \| |
| Arbitro:                              | Felix Zwayer |               |       |                                                       |

| Arbitro: | Felix Brych |

|            |           |                          |
| Cavani 71’ | Marcatori | 51’ Ronaldo 80’ Casemiro |

| Arbitro: | Pavel Královec |

|          |           |                             |
| Jesus 8’ | Marcatori | 17’ Elyounoussi 71’ M. Lang |

| Arbitro: | Szymon Marciniak |

|         |           |                        |
| Son 39’ | Marcatori | 64’ Higuaín 67’ Dybala |

| Arbitro: | Danny Makkelie |

|               |           |                     |
| R. Lukaku 84’ | Marcatori | 74’, 78’ Ben Yedder |

| Arbitro: | Alberto Undiano Mallenco |

|           |           |  |
| Džeko 52’ | Marcatori |  |

| Arbitro: | Michael Oliver |

|                 |           |                                                         |
| Vágner Love 59’ | Marcatori | 18’ Thiago Alcántara 46’ (aut.) Gökhan Gönül 84’ Wagner |

| Arbitro: | Damir Skomina |

|                           |           |  |
| Messi 3’, 63’ Dembélé 20’ | Marcatori |  |

### Quarti di finale
| Squadra 1  | Totale      | Squadra 2       | Andata | Ritorno |
| ---------- | ----------- | --------------- | ------ | ------- |
| Barcellona | 4 - 4 (gfc) | Roma            | 4 - 1  | 0 - 3   |
| Siviglia   | 1 - 2       | Bayern Monaco   | 1 - 2  | 0 - 0   |
| Juventus   | 3 - 4       | Real Madrid     | 0 - 3  | 3 - 1   |
| Liverpool  | 5 - 1       | Manchester City | 3 - 0  | 2 - 1   |

#### Andata
| Arbitro: | Cüneyt Çakır |

|  |           |                             |
|  | Marcatori | 3’, 64’ Ronaldo 72’ Marcelo |

| Arbitro: | Daniele Orsato |

|             |           |                                             |
| Sarabia 31’ | Marcatori | 37’ (aut.) Jesús Navas 68’ Thiago Alcántara |

| Arbitro: | Danny Makkelie |

|                                                                  |           |           |
| De Rossi 38’ (aut.) Manōlas 55’ (aut.) Piqué 59’ Luis Suárez 87’ | Marcatori | 80’ Džeko |

| Arbitro: | Felix Brych |

|                                           |           |  |
| Salah 12’ Oxlade-Chamberlain 21’ Mané 31’ | Marcatori |  |

#### Ritorno
| Arbitro: | Antonio Mateu Lahoz |

|          |           |                       |
| Jesus 2’ | Marcatori | 56’ Salah 77’ Firmino |

| Arbitro: | Clément Turpin |

|                                          |           |  |
| Džeko 6’ De Rossi 58’ (rig.) Manōlas 82’ | Marcatori |  |

| Monaco di Baviera 11 aprile 2018, ore 20:45 CEST | Bayern Monaco  | 0 – 0 referto | Siviglia | Fußball Arena München (70 000 spett.)\| Arbitro: \| William Collum \| |
| Arbitro:                                         | William Collum |               |          |                                                                       |

| Arbitro: | Michael Oliver |

|                      |           |                               |
| Ronaldo 90+8’ (rig.) | Marcatori | 2’, 37’ Mandžukić 61’ Matuidi |

### Semifinali
| Squadra 1     | Totale | Squadra 2   | Andata | Ritorno |
| ------------- | ------ | ----------- | ------ | ------- |
| Bayern Monaco | 3 - 4  | Real Madrid | 1 - 2  | 2 - 2   |
| Liverpool     | 7 - 6  | Roma        | 5 - 2  | 2 - 4   |

#### Andata
| Arbitro: | Felix Brych |

|                                            |           |                              |
| Salah 36’, 45+1’ Mané 56’ Firmino 61’, 69’ | Marcatori | 81’ Džeko 85’ (rig.) Perotti |

| Arbitro: | Björn Kuipers |

|             |           |                         |
| Kimmich 28’ | Marcatori | 44’ Marcelo 57’ Asensio |

#### Ritorno
| Arbitro: | Cüneyt Çakır |

|                  |           |                                |
| Benzema 11’, 46’ | Marcatori | 3’ Kimmich 63’ James Rodríguez |

| Arbitro: | Damir Skomina |

|                                                          |           |                       |
| Milner 15’ (aut.) Džeko 52’ Nainggolan 86’, 90+4’ (rig.) | Marcatori | 9’ Mané 25’ Wijnaldum |

### Finale
| Squadra 1   | Risultato | Squadra 2 |
| ----------- | --------- | --------- |
| Real Madrid | 3 - 1     | Liverpool |

| Arbitro: | Milorad Mažić |

|                           |           |          |
| Benzema 51’ Bale 64’, 83’ | Marcatori | 55’ Mané |